# DreadOut
DreadOut è un videogioco indonesiano, del genere survival horror, sviluppato dalla Digital Happiness e ispirato a Project Zero. Il progetto venne pubblicato su Steam Greenlight, insieme alla demo per poi essere approvato dalla comunità. Il gioco è diviso in due episodi; il primo venne pubblicato il 15 maggio 2014 su Steam, mentre il secondo il 14 febbraio 2015. 
Nel 2022 esce DreadOut 2.

## Trama

### Atto primo
Linda si sveglia dopo un incubo. Si trova in macchina assieme ai suoi amici in ritorno da una gita. Improvvisamente Miss Siska ferma la guida alla vista dell'enorme ponte crollato. Su richiesta di Linda, Doni trova un'altra strada per raggiungere la città mentre Shelly e Yayan iniziano a litigare tra di loro. Doni riesce a trovare un altro percorso per raggiungere la città ma, dopo aver seguito questo percorso, scoprono che il posto è abbandonato e che c'è qualcosa che non va. Raggiungono una scuola abbandonata in cui entrano solo Miss Siska, Shelly, Doni e Yayan, mentre Linda e Ira si siedono fuori a chiacchierare. Quando ormai si è fatto buio, Miss Siska, Shelly e Doni escono accorgendosi che però Yayan non è con loro. L'intero gruppo allora ritorna nella scuola a cercarlo; Ira, però, viene posseduta da una entità e sigilla le porte e le finestre dell'edificio. Tutti scompaiono, e Linda rimane da sola nel buio con l'obiettivo di trovare la chiave della porta principale cercando però di sopravvivere a spettri e fantasmi presenti lì. La ragazza, dopo aver sconfitto fantasmi e setacciato la scuola, entra in una stanza segreta della scuola dove intravede in una culla una sorta di neonato meccanico e dove, successivamente, appare un fantasma con delle forbici. Una volta sconfitto il fantasma e aver trovato le chiavi della scuola, ritorna all'entrata che, però, risulta bloccata da un sigillo di ghiaccio a forma di X creato dallo spettro di una donna vestita di rosso. Linda viene teletrasportata per due volte in posti diversi dove subisce attacchi da insetti e da un topo per mano della donna in rosso. Alla fine riesce a sconfiggere l'ultimo spettro e ad uscire dalla scuola. Dopo esser riuscita ad uscire, nell'edificio si intravede un altro fantasma ed appare la scritta "To be continued..." prima dei titoli di coda del gioco.

### Atto secondo
Il secondo atto inizia con Linda all'esterno della scuola che, proseguendo il cammino, viene assalita da esseri soprannaturali che le sottraggono sia il cellulare che la borsa a tracolla. Seguendoli per cercare di riprendersi gli oggetti, incontra Doni che, posseduto da un'entità, la insegue con intenti omicidi. Linda semina Doni, proseguendo, ma armandosi con un ombrello, così, quando Doni compare, lei riesce a difendersi, entra in una casa diroccata e cerca di nascondersi. Ma qui il pavimento si rompe, Linda cade nello scantinato, dove deve muoversi furtivamente per evitare di farsi scoprire dal compagno posseduto. Riesce comunque ad uscire dalla casa, ma Doni la scopre e la insegue di nuovo. Si rifugia allora nel vagone di un treno, ma Doni la raggiunge e provando a soffocarla senza riuscirci. Dal corpo del ragazzo, ad un certo punto esce lo spirito che lo possedeva, sprito che prova comunque ad ucciderla. La ragazza, rifugiandosi nel vagone successivo, riesce a sottrarsi alla violenza omicida dello spirito, il quale, frustrato, rompe il collo a Doni, uccidendolo. Dopo questa scena Linda sviene per pochi minuti. Al risveglio trova una macchina fotografica utile per sconfiggere gli esseri soprannaturali che le avevano sottratto gli oggetti; recuperate le sue cose, la ragazza prosegue nel suo viaggio. Dopo un po' entra in una specie di giardino indonesiano accolta da numerose ancelle. Quando però prosegue verso l'ancella più grande, questa si trasforma in un Pocong. Inizia quindi il combattimento dove a prevalere è Linda, ma una donna vestita di rosso la colpisce facendole perdere i sensi. Quando si sveglia, si ritrova in una foresta; a questo punto si dirige verso in un piccolo pronto soccorso dove trova Shelly e Miss Siska gravemente ferita. La professoressa supplica la ragazza di andare a cercare Ira, ormai scomparsa nel nulla. Linda, accoglie la richiesta della professoressa e si incammina alla ricerca della compagna. La ritrova proprio fuori dall'edificio in cui si trovava, appena le vede, Ira, fugge. Dopo un breve inseguimento Linda entra in una piccola casa abbandonata dove trova la ragazza, seduta, con in braccio una bambola: Linnda capisce che è posseduta da uno spirito. Inizia una conversazione tra le due dove, a seconda delle frasi pronunciate dal giocatore, Ira potrebbe anche uccidersi, il corpo scomparire e l'apparire di una chiave di una villa. Se invece ira sopravvive, consegna a Linda la chiave della villa implorando il fantasma che possiede Ira di lasciarla stare, ma questo rifiuta, attaccandola e facendola svenire. Linda si risveglia da sola, esce dalla casa e si dirige verso il pronto soccorso. Qui arrivata trova però il cadavere di Shelly appeso al soffitto, e nessuna traccia di Miss Siska. Linda quindi si dirige verso la villa, aprendo la porta con la chiavere consegnatagli da Ira. Qui ritrova e combatte il fantasma che aveva ucciso Doni; dopo averlo sconfitto, Linda entra in una camera dove si siede davanti a un grande specchio. Dietro di lei appare la donna vestita di rosso che, però, in questo frangente, non l'attacca. A questo punto il riflesso di Linda nello specchio cerca di trascinare la ragazza con sé; la protagonista, invece, cade a terra svenuta. Si risveglia fuori dalla scuola senza alcun danno, e con due scelte:
- entrare nella scuola per combattere la donna in rosso;
- scappare dalla città.

### Finali
Nel gioco, vi sono due finali:
- Il primo finale potrà essere ottenuto sconfiggendo la donna in rosso. Linda, dopo aver sconfitto lo spettro, viene teletrasportata nel Limbo dove prova a incatenare la donna in rosso. Purtroppo lo spirito riesce a liberarsi, ma non uccide Linda: scompare nella bocca enorme dell'occhio. Quando Linda torna alla scuola, vede Miss Siska scendere dalle scale con un bambino in braccio. Quando però scopre che il bambino è un Ouroboros,[2] inizia a vomitare. Dopo i "crediti", si intravede un filmato dove Linda, camminando per le strade della sua città natale, inizia ad ascoltare l'audio messaggio mandato da Ira. Intorno a lei, iniziano ad apparire alcuni spettri, e, quando la ragazza si toglie le cuffie, i suoi occhi diventano rossi: segno che lei può vedere i fantasmi e che quindi ha ottenuto i poteri della donna in rosso. Questo finale lascia supporre che Linda sia tornata a casa e che il vero nemico del gioco fosse Miss Siska la quale voleva far risorgere l'Ouroboros.
- Il finale alternativo potrà essere ottenuto scappando dalla città. Linda corre via dalla città e viene ritrovata dalla polizia. La ragazza entra nell'auto per tornare a casa, ma lungo la strada appare la donna in rosso che provoca un incidente nel quale Linda muore.

## Personaggi
- Linda: protagonista del gioco. Ama la fotografia, infatti possiede molte fotocamere e videocamere. Quando si avvicina alla città, dentro di lei si risveglia qualcosa di spirituale che potrebbe salvare lei e tutti i suoi amici. È la migliore amica di Ira che muore.
- Ira: migliore amica di Linda, anche se qualche volta entrano in conflitto. È molto ironica, sa mantenere la calma. È lei che di solito, quando litigano, riesca a calmare sia Shelly che Yayan.
- Yayan: ragazzo molto estroverso, migliore amico di Doni. Di solito si scontra con Shelly che si placano grazie a Ira.
- Doni: ragazzo molto coraggioso e molto serio. Il suo migliore amico è Yayan, con il quale si confida apertamente.
- Shelly: ragazza molto simpatica, ama la fotografia e mandare messaggi. Ha di solito perenni conflitti con Yayan che poi si placano grazie a Ira. È molto affezionata a Miss Siska, la loro professoressa.
- Miss Siska: professoressa che si è offerta di condurre i ragazzi in vacanza. Anche lei si accorge che la città in cui si sono addentrati ha qualcosa di strano. È una donna molto responsabile ed affidabile.

## Modalità di gioco
DreadOut è un particolare indie horror in 3ª persona. Il giocatore vestirà i panni di Linda, una studentessa che si addentrerà con gli amici in una città abbandonata infestata da fantasmi. Linda, per difendersi, avrà a disposizione uno smartphone o, ad un certo punto del gioco, una macchina fotografica, con la quale potrà, per sconfiggerle, scattare delle foto alle entità. Il gioco avvertirà anche il giocatore se sono presenti nelle vicinanze dei fantasmi, facendo apparire ai lati dello schermo del sangue. Tale segnalazione è necessaria in quanto i fantasmi sono invisibili e potranno essere visti solo attraverso gli apparecchi elettronici a disposizione. Ci si può accorgere della loro presenza anche attraverso le reazioni di Linda, che si mostrerà spaventata. Inoltre, se un fantasma attaccherà Linda per diverse volte, lei verrà sconfitta, ma non ci sarà un game over, in quanto si ritroverà nel limbo, per cui sarà sufficiente correre verso la luce per ritornare in vita.
Questo gioco è pieno di enigmi, passaggi segreti visibili solo con la macchina fotografica e oggetti utili per andare avanti nel gioco. Fortunatamente, il gioco avvertirà anche se il giocatore è vicino a un oggetto oppure a una porta segreta facendo apparire del ghiaccio ai lati dello schermo.

## Accoglienza
DreadOut è stato accolto discretamente bene. IGN lo definisce uno dei "13 giochi horror del 2014 da giocare". Le critiche sono in maggior parte positive, ma, come in tutti i giochi, anche questo non è esente da bugs. 

## Edizione Speciale
Su Steam è possibile acquistare digitalmente la soundtrack con il manga.

## Sviluppo
Il gioco è entrato in sviluppo nell'anno 2012 parallelamente alla pubblicazione su YouTube dei videodiari della Digital Happiness.
Nel 2013 venne pubblicata la demo: in questa versione si potevano pubblicare, su Facebook, al termine della partita, le foto dei fantasmi. Nello stesso anno il gioco è entrato a far parte del programma Greenlight di Steam. Pochi mesi dopo venne pubblicato su internet il teaser trailer del gioco.
La data di rilascio venne programmata per il novembre del 2013. A causa di ritardi, però, l'uscita dell'atto primo è avvenuta soltanto il 15 maggio 2014. La versione iniziale, però, presentava alcuni problemi di incompatibilità. A giugno è uscita la patch per la versione 1.5.2 che comprendeva nuovi vestiti per Linda, oltre alla localizzazione in italiano e in tedesco. Nell'agosto 2014, venne pubblicata la patch 1.6.0, che, oltre a correggere diversi bug e introdurre un nuovo vestito, comprendeva la compatibilità per i sistemi a 32 bit, macOS e Linux. Nel mese del dicembre 2014 è uscito l'aggiornamento 1.9.0, che includeva l'aggiornamento del motore grafico per la preparazione del rilascio del secondo atto, insieme all'atto zero, il sogno di Linda. L'aggiornamento, purtroppo, ha causato la cancellazione dei file di salvataggio e delle diverse localizzazioni, tra cui italiano, tedesco, giapponese, spagnolo, ma integrate successivamente. 
Il trailer del secondo atto è stato pubblicato su YouTube il 6 febbraio 2015, mentre l'atto secondo vero è proprio è stato pubblicato il 14 febbraio 2015.
Il 24 marzo 2016 è stato rilasciato uno stand alone chiamato "Keepers of the Darkness", che aiuterà i giocatori a far chiarezza nella trama del gioco.